# Seznam památných stromů v okrese Vyškov
Toto je seznam památných stromů v okrese Vyškov, v němž jsou uvedeny památné stromy na území okresu Vyškov.
| Název                                                                                          | Obrázek                                                                                      | Umístění                                             | Druh                                                    | Obvod [v cm] | Kód wikidata     | Galerie                                                   | Poznámka |
| ---------------------------------------------------------------------------------------------- | -------------------------------------------------------------------------------------------- | ---------------------------------------------------- | ------------------------------------------------------- | --- | ---------------- | --------------------------------------------------------- | --- |
| Bohdalická lípa                                                                                | Bohdalická lípa                                                                              | Bohdalice 49°12′51″ s. š., 17°1′53″ v. d.            | lípa velkolistá                                         | 572 | 100663 Q26785664 |                                                           | V parčíku před budovou základní školy |
| Lípa malolistá                                                                                 |                                                                                              | Bohdalice 49°13′24″ s. š., 17°1′32″ v. d.            | lípa malolistá                                          | & Chyba ve výrazu: Neočekávaný operátor / Chyba ve výrazu: Neočekávaný operátor / Chyba ve výrazu: Neočekávaný operátor / Chyba ve výrazu: Neočekávaný operátor / Chyba ve výrazu: Neočekávaný operátor / Chyba ve výrazu: Neočekávaný operátor / Chyba ve výrazu: Neočekávaný operátor / Chyba ve výrazu: Neočekávaný operátor / Chyba ve výrazu: Neočekávaný operátor / Chyba ve výrazu: Neočekávaný operátor / Chyba ve výrazu: Neočekávaný operátor / Chyba ve výrazu: Neočekávaný operátor / Chyba ve výrazu: Neočekávaný operátor / Chyba ve výrazu: Neočekávaný operátor / Chyba ve výrazu: Neočekávaný operátor / -1.0000-0 | 105256 Q26789753 |                                                           | Pod Holým kopcem |
| Lípa malolistá                                                                                 | Lípa u kaple v Manerově                                                                      | Bohdalice 49°13′47″ s. š., 17°1′34″ v. d.            | lípa malolistá                                          | & Chyba ve výrazu: Neočekávaný operátor / Chyba ve výrazu: Neočekávaný operátor / Chyba ve výrazu: Neočekávaný operátor / Chyba ve výrazu: Neočekávaný operátor / Chyba ve výrazu: Neočekávaný operátor / Chyba ve výrazu: Neočekávaný operátor / Chyba ve výrazu: Neočekávaný operátor / Chyba ve výrazu: Neočekávaný operátor / Chyba ve výrazu: Neočekávaný operátor / Chyba ve výrazu: Neočekávaný operátor / Chyba ve výrazu: Neočekávaný operátor / Chyba ve výrazu: Neočekávaný operátor / Chyba ve výrazu: Neočekávaný operátor / Chyba ve výrazu: Neočekávaný operátor / Chyba ve výrazu: Neočekávaný operátor / -1.0000-0 | 105257 Q26789754 |                                                           | V obci Manerov před kaplí |
| Lípy malolisté                                                                                 | Lípy mezi silnicí a kostelem                                                                 | Bohdalice 49°12′55″ s. š., 17°1′52″ v. d.            | lípa malolistá                                          | & Chyba ve výrazu: Neočekávaný operátor / Chyba ve výrazu: Neočekávaný operátor / Chyba ve výrazu: Neočekávaný operátor / Chyba ve výrazu: Neočekávaný operátor / Chyba ve výrazu: Neočekávaný operátor / Chyba ve výrazu: Neočekávaný operátor / Chyba ve výrazu: Neočekávaný operátor / Chyba ve výrazu: Neočekávaný operátor / Chyba ve výrazu: Neočekávaný operátor / Chyba ve výrazu: Neočekávaný operátor / Chyba ve výrazu: Neočekávaný operátor / Chyba ve výrazu: Neočekávaný operátor / Chyba ve výrazu: Neočekávaný operátor / Chyba ve výrazu: Neočekávaný operátor / Chyba ve výrazu: Neočekávaný operátor / -1.0000-0 | 105254 Q26779215 |                                                           | V obci mezi silnicí a kostelem |
| Lípy malolisté                                                                                 | Lípy před kostelem                                                                           | Bohdalice 49°12′54″ s. š., 17°1′50″ v. d.            | lípa malolistá                                          | & Chyba ve výrazu: Neočekávaný operátor / Chyba ve výrazu: Neočekávaný operátor / Chyba ve výrazu: Neočekávaný operátor / Chyba ve výrazu: Neočekávaný operátor / Chyba ve výrazu: Neočekávaný operátor / Chyba ve výrazu: Neočekávaný operátor / Chyba ve výrazu: Neočekávaný operátor / Chyba ve výrazu: Neočekávaný operátor / Chyba ve výrazu: Neočekávaný operátor / Chyba ve výrazu: Neočekávaný operátor / Chyba ve výrazu: Neočekávaný operátor / Chyba ve výrazu: Neočekávaný operátor / Chyba ve výrazu: Neočekávaný operátor / Chyba ve výrazu: Neočekávaný operátor / Chyba ve výrazu: Neočekávaný operátor / -1.0000-0 | 105255 Q26779218 |                                                           | V obci před kostelem |
| Lípy malolisté                                                                                 | Lípy u hostince v Manerově                                                                   | Bohdalice 49°13′54″ s. š., 17°1′24″ v. d.            | lípa malolistá                                          | & Chyba ve výrazu: Neočekávaný operátor / Chyba ve výrazu: Neočekávaný operátor / Chyba ve výrazu: Neočekávaný operátor / Chyba ve výrazu: Neočekávaný operátor / Chyba ve výrazu: Neočekávaný operátor / Chyba ve výrazu: Neočekávaný operátor / Chyba ve výrazu: Neočekávaný operátor / Chyba ve výrazu: Neočekávaný operátor / Chyba ve výrazu: Neočekávaný operátor / Chyba ve výrazu: Neočekávaný operátor / Chyba ve výrazu: Neočekávaný operátor / Chyba ve výrazu: Neočekávaný operátor / Chyba ve výrazu: Neočekávaný operátor / Chyba ve výrazu: Neočekávaný operátor / Chyba ve výrazu: Neočekávaný operátor / -1.0000-0 | 105258 Q26779220 |                                                           | V obci Manerov v zahradě hostince |
| Dub letní                                                                                      | Dub letní u hájovny v Pavlovicích                                                            | Pavlovice 49°12′45″ s. š., 17°3′49″ v. d.            | dub letní                                               | & Chyba ve výrazu: Neočekávaný operátor / Chyba ve výrazu: Neočekávaný operátor / Chyba ve výrazu: Neočekávaný operátor / Chyba ve výrazu: Neočekávaný operátor / Chyba ve výrazu: Neočekávaný operátor / Chyba ve výrazu: Neočekávaný operátor / Chyba ve výrazu: Neočekávaný operátor / Chyba ve výrazu: Neočekávaný operátor / Chyba ve výrazu: Neočekávaný operátor / Chyba ve výrazu: Neočekávaný operátor / Chyba ve výrazu: Neočekávaný operátor / Chyba ve výrazu: Neočekávaný operátor / Chyba ve výrazu: Neočekávaný operátor / Chyba ve výrazu: Neočekávaný operátor / Chyba ve výrazu: Neočekávaný operátor / -1.0000-0 | 105253 Q26789752 |                                                           | V obci u hájenky |
| Lípa malolistá †                                                                               |                                                                                              | Pavlovice                                            | lípa malolistá                                          | & Chyba ve výrazu: Neočekávaný operátor / Chyba ve výrazu: Neočekávaný operátor / Chyba ve výrazu: Neočekávaný operátor / Chyba ve výrazu: Neočekávaný operátor / Chyba ve výrazu: Neočekávaný operátor / Chyba ve výrazu: Neočekávaný operátor / Chyba ve výrazu: Neočekávaný operátor / Chyba ve výrazu: Neočekávaný operátor / Chyba ve výrazu: Neočekávaný operátor / Chyba ve výrazu: Neočekávaný operátor / Chyba ve výrazu: Neočekávaný operátor / Chyba ve výrazu: Neočekávaný operátor / Chyba ve výrazu: Neočekávaný operátor / Chyba ve výrazu: Neočekávaný operátor / Chyba ve výrazu: Neočekávaný operátor / -1.0000-0 | 105252           |                                                           | V obci u polní cesty u čp. 77 |
| Jírovcová alej na Zámecké ulici                                                                | Jírovcová alej na Zámecké ulici                                                              | Bučovice 49°9′ s. š., 16°59′56″ v. d.                | jírovec maďal                                           | & Chyba ve výrazu: Neočekávaný operátor / Chyba ve výrazu: Neočekávaný operátor / Chyba ve výrazu: Neočekávaný operátor / Chyba ve výrazu: Neočekávaný operátor / Chyba ve výrazu: Neočekávaný operátor / Chyba ve výrazu: Neočekávaný operátor / Chyba ve výrazu: Neočekávaný operátor / Chyba ve výrazu: Neočekávaný operátor / Chyba ve výrazu: Neočekávaný operátor / Chyba ve výrazu: Neočekávaný operátor / Chyba ve výrazu: Neočekávaný operátor / Chyba ve výrazu: Neočekávaný operátor / Chyba ve výrazu: Neočekávaný operátor / Chyba ve výrazu: Neočekávaný operátor / Chyba ve výrazu: Neočekávaný operátor / -1.0000-0 | 100651 Q26791061 |                                                           | Po obou stranách Zámecké ulice vedoucí z náměstí okolo zámecké zahrady |
| Černčínská lípa                                                                                |                                                                                              | Černčín 49°9′29″ s. š., 17°2′27″ v. d.               | lípa malolistá                                          | 380 | 100650 Q26785648 |                                                           | U polní cesty z Černčína do Milonic. Vysazena v období 30leté války; Švédové po neúspěšném boji 22. 6. 1645 utínali mladým lípám koruny, takže nerostly do výšky, ale do šířky, což je na stromu dodnes patrné. V roce 2002 byla vyhlášena památným stromem Vyškovska. |
| 23 ks lip srdčitých, 1 ks jírovce maďalu a 2 ks trnovníku akátu                                |                                                                                              | Dražovice 49°11′35″ s. š., 16°56′46″ v. d.           | trnovník bílý (2) lípa malolistá (23) jírovec maďal (1) | & Chyba ve výrazu: Neočekávaný operátor / Chyba ve výrazu: Neočekávaný operátor / Chyba ve výrazu: Neočekávaný operátor / Chyba ve výrazu: Neočekávaný operátor / Chyba ve výrazu: Neočekávaný operátor / Chyba ve výrazu: Neočekávaný operátor / Chyba ve výrazu: Neočekávaný operátor / Chyba ve výrazu: Neočekávaný operátor / Chyba ve výrazu: Neočekávaný operátor / Chyba ve výrazu: Neočekávaný operátor / Chyba ve výrazu: Neočekávaný operátor / Chyba ve výrazu: Neočekávaný operátor / Chyba ve výrazu: Neočekávaný operátor / Chyba ve výrazu: Neočekávaný operátor / Chyba ve výrazu: Neočekávaný operátor / -1.0000-0 | 100657 Q26779188 |                                                           | V centru obce, na svahu pod kostelem |
| Drnovické lípy                                                                                 | Lípy před kostelem Drnovice                                                                  | Drnovice u Vyškova 49°16′40″ s. š., 16°57′13″ v. d.  | Lípa malolistá                                          | & Chyba ve výrazu: Neočekávaný operátor / Chyba ve výrazu: Neočekávaný operátor / Chyba ve výrazu: Neočekávaný operátor / Chyba ve výrazu: Neočekávaný operátor / Chyba ve výrazu: Neočekávaný operátor / Chyba ve výrazu: Neočekávaný operátor / Chyba ve výrazu: Neočekávaný operátor / Chyba ve výrazu: Neočekávaný operátor / Chyba ve výrazu: Neočekávaný operátor / Chyba ve výrazu: Neočekávaný operátor / Chyba ve výrazu: Neočekávaný operátor / Chyba ve výrazu: Neočekávaný operátor / Chyba ve výrazu: Neočekávaný operátor / Chyba ve výrazu: Neočekávaný operátor / Chyba ve výrazu: Neočekávaný operátor / -1.0000-0 | 105456 Q26779212 |                                                           | U kostela sv. Vavřince |
| Alej za humny                                                                                  |                                                                                              | Heroltice 49°17′15″ s. š., 17°3′40″ v. d.            | lípa malolistá                                          | & Chyba ve výrazu: Neočekávaný operátor / Chyba ve výrazu: Neočekávaný operátor / Chyba ve výrazu: Neočekávaný operátor / Chyba ve výrazu: Neočekávaný operátor / Chyba ve výrazu: Neočekávaný operátor / Chyba ve výrazu: Neočekávaný operátor / Chyba ve výrazu: Neočekávaný operátor / Chyba ve výrazu: Neočekávaný operátor / Chyba ve výrazu: Neočekávaný operátor / Chyba ve výrazu: Neočekávaný operátor / Chyba ve výrazu: Neočekávaný operátor / Chyba ve výrazu: Neočekávaný operátor / Chyba ve výrazu: Neočekávaný operátor / Chyba ve výrazu: Neočekávaný operátor / Chyba ve výrazu: Neočekávaný operátor / -1.0000-0 | 100654 Q26791039 |                                                           | Zbytek jednostranné aleje za humny mezi místní komunikací a hospodářskými budovami |
| Lípa za Humny                                                                                  |                                                                                              | Heroltice 49°17′17″ s. š., 17°3′48″ v. d.            | lípa malolistá                                          | 431 | 100655 Q26785652 |                                                           | V lokalitě Za Humny mezi místní komunikací a hospodářskými budovami |
| Lípa u kostela                                                                                 |                                                                                              | Hoštice 49°17′14″ s. š., 17°3′58″ v. d.              | lípa malolistá                                          | 267 | 100656 Q26785655 |                                                           | V obci před kostelem na západní straně |
| Akát v Ivanovicích                                                                             | Akát v Ivanovicích                                                                           | Ivanovice na Hané 49°18′24″ s. š., 17°5′32″ v. d.    | trnovník bílý                                           | 495 | 100662 Q26785662 |                                                           | Na bývalém hřbitově |
| Dub letní                                                                                      |                                                                                              | Ježkovice 49°17′56″ s. š., 16°51′30″ v. d.           | dub letní                                               | & Chyba ve výrazu: Neočekávaný operátor / Chyba ve výrazu: Neočekávaný operátor / Chyba ve výrazu: Neočekávaný operátor / Chyba ve výrazu: Neočekávaný operátor / Chyba ve výrazu: Neočekávaný operátor / Chyba ve výrazu: Neočekávaný operátor / Chyba ve výrazu: Neočekávaný operátor / Chyba ve výrazu: Neočekávaný operátor / Chyba ve výrazu: Neočekávaný operátor / Chyba ve výrazu: Neočekávaný operátor / Chyba ve výrazu: Neočekávaný operátor / Chyba ve výrazu: Neočekávaný operátor / Chyba ve výrazu: Neočekávaný operátor / Chyba ve výrazu: Neočekávaný operátor / Chyba ve výrazu: Neočekávaný operátor / -1.0000-0 | 105247 Q26789749 |                                                           | V lesním porostu v Rakoveckém údolí |
| Lípa malolistá †                                                                               |                                                                                              | Ježkovice 49°17′53″ s. š., 16°53′40″ v. d.           | lípa malolistá                                          | & Chyba ve výrazu: Neočekávaný operátor / Chyba ve výrazu: Neočekávaný operátor / Chyba ve výrazu: Neočekávaný operátor / Chyba ve výrazu: Neočekávaný operátor / Chyba ve výrazu: Neočekávaný operátor / Chyba ve výrazu: Neočekávaný operátor / Chyba ve výrazu: Neočekávaný operátor / Chyba ve výrazu: Neočekávaný operátor / Chyba ve výrazu: Neočekávaný operátor / Chyba ve výrazu: Neočekávaný operátor / Chyba ve výrazu: Neočekávaný operátor / Chyba ve výrazu: Neočekávaný operátor / Chyba ve výrazu: Neočekávaný operátor / Chyba ve výrazu: Neočekávaný operátor / Chyba ve výrazu: Neočekávaný operátor / -1.0000-0 | 105246 Q26789748 |                                                           | U vjezdu do zahrady u čp. 41. Ochrana stromu byla zrušena 14. února 2024. |
| Kozlanské lípy                                                                                 |                                                                                              | Kozlany 49°12′13″ s. š., 17°2′13″ v. d.              | lípa malolistá                                          | & Chyba ve výrazu: Neočekávaný operátor / Chyba ve výrazu: Neočekávaný operátor / Chyba ve výrazu: Neočekávaný operátor / Chyba ve výrazu: Neočekávaný operátor / Chyba ve výrazu: Neočekávaný operátor / Chyba ve výrazu: Neočekávaný operátor / Chyba ve výrazu: Neočekávaný operátor / Chyba ve výrazu: Neočekávaný operátor / Chyba ve výrazu: Neočekávaný operátor / Chyba ve výrazu: Neočekávaný operátor / Chyba ve výrazu: Neočekávaný operátor / Chyba ve výrazu: Neočekávaný operátor / Chyba ve výrazu: Neočekávaný operátor / Chyba ve výrazu: Neočekávaný operátor / Chyba ve výrazu: Neočekávaný operátor / -1.0000-0 | 100661 Q26790993 |                                                           | Komunikace Za mlaty |
| Jasany ztepilé                                                                                 | Jasany ztepilé                                                                               | Krásensko 49°21′55″ s. š., 16°49′30″ v. d.           | jasan ztepilý                                           | & Chyba ve výrazu: Neočekávaný operátor / Chyba ve výrazu: Neočekávaný operátor / Chyba ve výrazu: Neočekávaný operátor / Chyba ve výrazu: Neočekávaný operátor / Chyba ve výrazu: Neočekávaný operátor / Chyba ve výrazu: Neočekávaný operátor / Chyba ve výrazu: Neočekávaný operátor / Chyba ve výrazu: Neočekávaný operátor / Chyba ve výrazu: Neočekávaný operátor / Chyba ve výrazu: Neočekávaný operátor / Chyba ve výrazu: Neočekávaný operátor / Chyba ve výrazu: Neočekávaný operátor / Chyba ve výrazu: Neočekávaný operátor / Chyba ve výrazu: Neočekávaný operátor / Chyba ve výrazu: Neočekávaný operátor / -1.0000-0 | 105262 Q26779210 |                                                           | V obci na návsi před hostincem "Na rychtě" |
| Lípa malolistá                                                                                 |                                                                                              | Krásensko 49°21′57″ s. š., 16°50′3″ v. d.            | lípa malolistá                                          | & Chyba ve výrazu: Neočekávaný operátor / Chyba ve výrazu: Neočekávaný operátor / Chyba ve výrazu: Neočekávaný operátor / Chyba ve výrazu: Neočekávaný operátor / Chyba ve výrazu: Neočekávaný operátor / Chyba ve výrazu: Neočekávaný operátor / Chyba ve výrazu: Neočekávaný operátor / Chyba ve výrazu: Neočekávaný operátor / Chyba ve výrazu: Neočekávaný operátor / Chyba ve výrazu: Neočekávaný operátor / Chyba ve výrazu: Neočekávaný operátor / Chyba ve výrazu: Neočekávaný operátor / Chyba ve výrazu: Neočekávaný operátor / Chyba ve výrazu: Neočekávaný operátor / Chyba ve výrazu: Neočekávaný operátor / -1.0000-0 | 105259 Q26789755 |                                                           | V ulici Na Trávníkách čp. 140 |
| Lípa malolistá                                                                                 | Lípa Na Rychtě                                                                               | Krásensko 49°21′55″ s. š., 16°49′31″ v. d.           | lípa malolistá                                          | & Chyba ve výrazu: Neočekávaný operátor / Chyba ve výrazu: Neočekávaný operátor / Chyba ve výrazu: Neočekávaný operátor / Chyba ve výrazu: Neočekávaný operátor / Chyba ve výrazu: Neočekávaný operátor / Chyba ve výrazu: Neočekávaný operátor / Chyba ve výrazu: Neočekávaný operátor / Chyba ve výrazu: Neočekávaný operátor / Chyba ve výrazu: Neočekávaný operátor / Chyba ve výrazu: Neočekávaný operátor / Chyba ve výrazu: Neočekávaný operátor / Chyba ve výrazu: Neočekávaný operátor / Chyba ve výrazu: Neočekávaný operátor / Chyba ve výrazu: Neočekávaný operátor / Chyba ve výrazu: Neočekávaný operátor / -1.0000-0 | 105260 Q26789756 |                                                           | V obci na návsi před hostincem "Na rychtě" |
| Lípa malolistá                                                                                 | Lípa na návsi                                                                                | Krásensko 49°21′57″ s. š., 16°49′31″ v. d.           | lípa malolistá                                          | & Chyba ve výrazu: Neočekávaný operátor / Chyba ve výrazu: Neočekávaný operátor / Chyba ve výrazu: Neočekávaný operátor / Chyba ve výrazu: Neočekávaný operátor / Chyba ve výrazu: Neočekávaný operátor / Chyba ve výrazu: Neočekávaný operátor / Chyba ve výrazu: Neočekávaný operátor / Chyba ve výrazu: Neočekávaný operátor / Chyba ve výrazu: Neočekávaný operátor / Chyba ve výrazu: Neočekávaný operátor / Chyba ve výrazu: Neočekávaný operátor / Chyba ve výrazu: Neočekávaný operátor / Chyba ve výrazu: Neočekávaný operátor / Chyba ve výrazu: Neočekávaný operátor / Chyba ve výrazu: Neočekávaný operátor / -1.0000-0 | 105261 Q26789757 |                                                           | V obci na návsi před čp. 3 |
| Lípy malolisté                                                                                 |                                                                                              | Křižanovice u Vyškova 49°17′34″ s. š., 17°2′6″ v. d. | lípa malolistá                                          | & Chyba ve výrazu: Neočekávaný operátor / Chyba ve výrazu: Neočekávaný operátor / Chyba ve výrazu: Neočekávaný operátor / Chyba ve výrazu: Neočekávaný operátor / Chyba ve výrazu: Neočekávaný operátor / Chyba ve výrazu: Neočekávaný operátor / Chyba ve výrazu: Neočekávaný operátor / Chyba ve výrazu: Neočekávaný operátor / Chyba ve výrazu: Neočekávaný operátor / Chyba ve výrazu: Neočekávaný operátor / Chyba ve výrazu: Neočekávaný operátor / Chyba ve výrazu: Neočekávaný operátor / Chyba ve výrazu: Neočekávaný operátor / Chyba ve výrazu: Neočekávaný operátor / Chyba ve výrazu: Neočekávaný operátor / -1.0000-0 | 105248 Q26779208 |                                                           | Vedle polní cesty směrem Křižanovice-Pustiměř, u křížku |
| Lípa v Letonicích                                                                              |                                                                                              | Letonice 49°10′37″ s. š., 16°57′27″ v. d.            | lípa velkolistá                                         | 360 | 100653 Q26785650 |                                                           | Na veřejném prostranství v obci před kostelem sv. Mikuláše |
| Lípa malolistá                                                                                 |                                                                                              | Luleč 49°15′15″ s. š., 16°55′26″ v. d.               | lípa malolistá                                          | & Chyba ve výrazu: Neočekávaný operátor / Chyba ve výrazu: Neočekávaný operátor / Chyba ve výrazu: Neočekávaný operátor / Chyba ve výrazu: Neočekávaný operátor / Chyba ve výrazu: Neočekávaný operátor / Chyba ve výrazu: Neočekávaný operátor / Chyba ve výrazu: Neočekávaný operátor / Chyba ve výrazu: Neočekávaný operátor / Chyba ve výrazu: Neočekávaný operátor / Chyba ve výrazu: Neočekávaný operátor / Chyba ve výrazu: Neočekávaný operátor / Chyba ve výrazu: Neočekávaný operátor / Chyba ve výrazu: Neočekávaný operátor / Chyba ve výrazu: Neočekávaný operátor / Chyba ve výrazu: Neočekávaný operátor / -1.0000-0 | 105249 Q26789750 |                                                           | V obci mezi školou a farskou zahradou |
| Lípa malolistá                                                                                 |                                                                                              | Luleč 49°15′17″ s. š., 16°55′27″ v. d.               | lípa malolistá                                          | & Chyba ve výrazu: Neočekávaný operátor / Chyba ve výrazu: Neočekávaný operátor / Chyba ve výrazu: Neočekávaný operátor / Chyba ve výrazu: Neočekávaný operátor / Chyba ve výrazu: Neočekávaný operátor / Chyba ve výrazu: Neočekávaný operátor / Chyba ve výrazu: Neočekávaný operátor / Chyba ve výrazu: Neočekávaný operátor / Chyba ve výrazu: Neočekávaný operátor / Chyba ve výrazu: Neočekávaný operátor / Chyba ve výrazu: Neočekávaný operátor / Chyba ve výrazu: Neočekávaný operátor / Chyba ve výrazu: Neočekávaný operátor / Chyba ve výrazu: Neočekávaný operátor / Chyba ve výrazu: Neočekávaný operátor / -1.0000-0 | 105250 Q26789751 |                                                           | V obci mezi školou a kostelem |
| Lípy malolisté                                                                                 |                                                                                              | Luleč 49°15′17″ s. š., 16°55′28″ v. d.               | lípa malolistá                                          | & Chyba ve výrazu: Neočekávaný operátor / Chyba ve výrazu: Neočekávaný operátor / Chyba ve výrazu: Neočekávaný operátor / Chyba ve výrazu: Neočekávaný operátor / Chyba ve výrazu: Neočekávaný operátor / Chyba ve výrazu: Neočekávaný operátor / Chyba ve výrazu: Neočekávaný operátor / Chyba ve výrazu: Neočekávaný operátor / Chyba ve výrazu: Neočekávaný operátor / Chyba ve výrazu: Neočekávaný operátor / Chyba ve výrazu: Neočekávaný operátor / Chyba ve výrazu: Neočekávaný operátor / Chyba ve výrazu: Neočekávaný operátor / Chyba ve výrazu: Neočekávaný operátor / Chyba ve výrazu: Neočekávaný operátor / -1.0000-0 | 105251 Q26779205 |                                                           | V obci na svahu pod kostelem |
| Lípa malolistá                                                                                 |                                                                                              | Moravské Prusy 49°15′18″ s. š., 17°3′25″ v. d.       | lípa malolistá                                          | & Chyba ve výrazu: Neočekávaný operátor / Chyba ve výrazu: Neočekávaný operátor / Chyba ve výrazu: Neočekávaný operátor / Chyba ve výrazu: Neočekávaný operátor / Chyba ve výrazu: Neočekávaný operátor / Chyba ve výrazu: Neočekávaný operátor / Chyba ve výrazu: Neočekávaný operátor / Chyba ve výrazu: Neočekávaný operátor / Chyba ve výrazu: Neočekávaný operátor / Chyba ve výrazu: Neočekávaný operátor / Chyba ve výrazu: Neočekávaný operátor / Chyba ve výrazu: Neočekávaný operátor / Chyba ve výrazu: Neočekávaný operátor / Chyba ve výrazu: Neočekávaný operátor / Chyba ve výrazu: Neočekávaný operátor / -1.0000-0 | 105242 Q26789746 |                                                           | U mlýna na hrázi potoka |
| Lípy malolisté                                                                                 | Vedle silnice směrem na Topolany, u kapličky                                                 | Moravské Prusy 49°15′36″ s. š., 17°3′28″ v. d.       | lípa malolistá                                          | & Chyba ve výrazu: Neočekávaný operátor / Chyba ve výrazu: Neočekávaný operátor / Chyba ve výrazu: Neočekávaný operátor / Chyba ve výrazu: Neočekávaný operátor / Chyba ve výrazu: Neočekávaný operátor / Chyba ve výrazu: Neočekávaný operátor / Chyba ve výrazu: Neočekávaný operátor / Chyba ve výrazu: Neočekávaný operátor / Chyba ve výrazu: Neočekávaný operátor / Chyba ve výrazu: Neočekávaný operátor / Chyba ve výrazu: Neočekávaný operátor / Chyba ve výrazu: Neočekávaný operátor / Chyba ve výrazu: Neočekávaný operátor / Chyba ve výrazu: Neočekávaný operátor / Chyba ve výrazu: Neočekávaný operátor / -1.0000-0 | 105243 Q26779203 |                                                           | Vedle silnice směrem na Topolany, u kapličky |
| Stromořadí lip malolistých na návsi za kostelem                                                | Stromořadí lip malolistých na návsi za kostelem                                              | Nemochovice 49°10′50″ s. š., 17°7′51″ v. d.          | lípa malolistá                                          | & Chyba ve výrazu: Neočekávaný operátor / Chyba ve výrazu: Neočekávaný operátor / Chyba ve výrazu: Neočekávaný operátor / Chyba ve výrazu: Neočekávaný operátor / Chyba ve výrazu: Neočekávaný operátor / Chyba ve výrazu: Neočekávaný operátor / Chyba ve výrazu: Neočekávaný operátor / Chyba ve výrazu: Neočekávaný operátor / Chyba ve výrazu: Neočekávaný operátor / Chyba ve výrazu: Neočekávaný operátor / Chyba ve výrazu: Neočekávaný operátor / Chyba ve výrazu: Neočekávaný operátor / Chyba ve výrazu: Neočekávaný operátor / Chyba ve výrazu: Neočekávaný operátor / Chyba ve výrazu: Neočekávaný operátor / -1.0000-0 | 104681 Q26790905 |                                                           | Náves v Nemochovicích u kostela sv. Floriana; obvod kmenů od 153 cm do 245 cm |
| Machačův dub †                                                                                 |                                                                                              | Nevojice                                             | buk lesní                                               | 420 | 100660           |                                                           | V lesní trati Nepštych |
| Stromořadí lip malolistých a jírovců maďalů u příjezdové komunikace k budově revíru Nevojice † | Stromořadí lip malolistých a jírovců maďalů u příjezdové komunikace k budově revíru Nevojice | Nevojice 49°8′12″ s. š., 17°2′49″ v. d.              | lípa malolistá (5) jírovec maďal (12)                   | & Chyba ve výrazu: Neočekávaný operátor / Chyba ve výrazu: Neočekávaný operátor / Chyba ve výrazu: Neočekávaný operátor / Chyba ve výrazu: Neočekávaný operátor / Chyba ve výrazu: Neočekávaný operátor / Chyba ve výrazu: Neočekávaný operátor / Chyba ve výrazu: Neočekávaný operátor / Chyba ve výrazu: Neočekávaný operátor / Chyba ve výrazu: Neočekávaný operátor / Chyba ve výrazu: Neočekávaný operátor / Chyba ve výrazu: Neočekávaný operátor / Chyba ve výrazu: Neočekávaný operátor / Chyba ve výrazu: Neočekávaný operátor / Chyba ve výrazu: Neočekávaný operátor / Chyba ve výrazu: Neočekávaný operátor / -1.0000-0 | 100658 Q26790901 |                                                           | U příjezdové komunikace k budově revíru Nevojice. Ochrana zrušena 5.června 2024 |
| 2 ks lípy malolisté                                                                            | V obci na rozcestí u kapličky a křížku                                                       | Pustiměř 49°19′9″ s. š., 17°1′32″ v. d.              | lípa malolistá                                          | & Chyba ve výrazu: Neočekávaný operátor / Chyba ve výrazu: Neočekávaný operátor / Chyba ve výrazu: Neočekávaný operátor / Chyba ve výrazu: Neočekávaný operátor / Chyba ve výrazu: Neočekávaný operátor / Chyba ve výrazu: Neočekávaný operátor / Chyba ve výrazu: Neočekávaný operátor / Chyba ve výrazu: Neočekávaný operátor / Chyba ve výrazu: Neočekávaný operátor / Chyba ve výrazu: Neočekávaný operátor / Chyba ve výrazu: Neočekávaný operátor / Chyba ve výrazu: Neočekávaný operátor / Chyba ve výrazu: Neočekávaný operátor / Chyba ve výrazu: Neočekávaný operátor / Chyba ve výrazu: Neočekávaný operátor / -1.0000-0 | 105238 Q26779199 |                                                           | V obci na rozcestí u kapličky a křížku |
| Pustiměřská lípa                                                                               | Před kostelem u hřbitovní zdi                                                                | Pustiměř 49°19′31″ s. š., 17°1′49″ v. d.             | lípa malolistá                                          | 420 | 100659 Q26785659 |                                                           | Před kostelem u hřbitovní zdi |
| Jerlín u splávku                                                                               |                                                                                              | Rousínov 49°12′28″ s. š., 16°53′11″ v. d.            | jerlín japonský                                         | 228 | 105884 Q26790500 |                                                           | U cesty pro pěší na pravém břehu Habrovanského potoka v břehovém porostu cca 2,6 m od koryta toku s betonovým splávkem a 80 m za posledním domem v ulici Potoční |
| Tři smrky                                                                                      | Tři smrky                                                                                    | Ruprechtov 49°19′5″ s. š., 16°49′27″ v. d.           | smrk ztepilý                                            | & Chyba ve výrazu: Neočekávaný operátor / Chyba ve výrazu: Neočekávaný operátor / Chyba ve výrazu: Neočekávaný operátor / Chyba ve výrazu: Neočekávaný operátor / Chyba ve výrazu: Neočekávaný operátor / Chyba ve výrazu: Neočekávaný operátor / Chyba ve výrazu: Neočekávaný operátor / Chyba ve výrazu: Neočekávaný operátor / Chyba ve výrazu: Neočekávaný operátor / Chyba ve výrazu: Neočekávaný operátor / Chyba ve výrazu: Neočekávaný operátor / Chyba ve výrazu: Neočekávaný operátor / Chyba ve výrazu: Neočekávaný operátor / Chyba ve výrazu: Neočekávaný operátor / Chyba ve výrazu: Neočekávaný operátor / -1.0000-0 | 100652 Q12060387 | Kategorie „Tři smrky“ na Wikimedia Commons                | Na louce v místě zaniklé osady Vilémov, revír Račice, v blízkosti informační tabule naučné stezky |
| Lípy malolisté                                                                                 |                                                                                              | Rychtářov 49°19′34″ s. š., 16°55′29″ v. d.           | lípa malolistá                                          | & Chyba ve výrazu: Neočekávaný operátor / Chyba ve výrazu: Neočekávaný operátor / Chyba ve výrazu: Neočekávaný operátor / Chyba ve výrazu: Neočekávaný operátor / Chyba ve výrazu: Neočekávaný operátor / Chyba ve výrazu: Neočekávaný operátor / Chyba ve výrazu: Neočekávaný operátor / Chyba ve výrazu: Neočekávaný operátor / Chyba ve výrazu: Neočekávaný operátor / Chyba ve výrazu: Neočekávaný operátor / Chyba ve výrazu: Neočekávaný operátor / Chyba ve výrazu: Neočekávaný operátor / Chyba ve výrazu: Neočekávaný operátor / Chyba ve výrazu: Neočekávaný operátor / Chyba ve výrazu: Neočekávaný operátor / -1.0000-0 | 105240 Q26779191 |                                                           | Na okraji obce u křížku |
| Lípy malolisté                                                                                 | Lípy u zámečku Troyenstein                                                                   | Rychtářov 49°19′45″ s. š., 16°54′55″ v. d.           | lípa malolistá                                          | & Chyba ve výrazu: Neočekávaný operátor / Chyba ve výrazu: Neočekávaný operátor / Chyba ve výrazu: Neočekávaný operátor / Chyba ve výrazu: Neočekávaný operátor / Chyba ve výrazu: Neočekávaný operátor / Chyba ve výrazu: Neočekávaný operátor / Chyba ve výrazu: Neočekávaný operátor / Chyba ve výrazu: Neočekávaný operátor / Chyba ve výrazu: Neočekávaný operátor / Chyba ve výrazu: Neočekávaný operátor / Chyba ve výrazu: Neočekávaný operátor / Chyba ve výrazu: Neočekávaný operátor / Chyba ve výrazu: Neočekávaný operátor / Chyba ve výrazu: Neočekávaný operátor / Chyba ve výrazu: Neočekávaný operátor / -1.0000-0 | 105241 Q26779193 |                                                           | Před zámečkem Troyenstein |
| Dub letní                                                                                      | Dub letní u hřbitova Staré Hvězdlice                                                         | Staré Hvězdlice 49°12′6″ s. š., 17°4′43″ v. d.       | dub letní                                               | & Chyba ve výrazu: Neočekávaný operátor / Chyba ve výrazu: Neočekávaný operátor / Chyba ve výrazu: Neočekávaný operátor / Chyba ve výrazu: Neočekávaný operátor / Chyba ve výrazu: Neočekávaný operátor / Chyba ve výrazu: Neočekávaný operátor / Chyba ve výrazu: Neočekávaný operátor / Chyba ve výrazu: Neočekávaný operátor / Chyba ve výrazu: Neočekávaný operátor / Chyba ve výrazu: Neočekávaný operátor / Chyba ve výrazu: Neočekávaný operátor / Chyba ve výrazu: Neočekávaný operátor / Chyba ve výrazu: Neočekávaný operátor / Chyba ve výrazu: Neočekávaný operátor / Chyba ve výrazu: Neočekávaný operátor / -1.0000-0 | 105239 Q26789745 |                                                           | Na rohu hřbitovní zdi v obci, v místní části Staré Hvězdlice |
| Švábenický dub                                                                                 |                                                                                              | Švábenice 49°15′10″ s. š., 17°6′48″ v. d.            | dub letní                                               | & Chyba ve výrazu: Neočekávaný operátor / Chyba ve výrazu: Neočekávaný operátor / Chyba ve výrazu: Neočekávaný operátor / Chyba ve výrazu: Neočekávaný operátor / Chyba ve výrazu: Neočekávaný operátor / Chyba ve výrazu: Neočekávaný operátor / Chyba ve výrazu: Neočekávaný operátor / Chyba ve výrazu: Neočekávaný operátor / Chyba ve výrazu: Neočekávaný operátor / Chyba ve výrazu: Neočekávaný operátor / Chyba ve výrazu: Neočekávaný operátor / Chyba ve výrazu: Neočekávaný operátor / Chyba ve výrazu: Neočekávaný operátor / Chyba ve výrazu: Neočekávaný operátor / Chyba ve výrazu: Neočekávaný operátor / -1.0000-0 | 104806 Q26789412 |                                                           | Na vyhlídce na jižním okraji lesa v místě zvaném "Za hájem" u obce Švábenice |
| Lípa malolistá                                                                                 |                                                                                              | Topolany 49°16′35″ s. š., 17°2′14″ v. d.             | lípa malolistá                                          | & Chyba ve výrazu: Neočekávaný operátor / Chyba ve výrazu: Neočekávaný operátor / Chyba ve výrazu: Neočekávaný operátor / Chyba ve výrazu: Neočekávaný operátor / Chyba ve výrazu: Neočekávaný operátor / Chyba ve výrazu: Neočekávaný operátor / Chyba ve výrazu: Neočekávaný operátor / Chyba ve výrazu: Neočekávaný operátor / Chyba ve výrazu: Neočekávaný operátor / Chyba ve výrazu: Neočekávaný operátor / Chyba ve výrazu: Neočekávaný operátor / Chyba ve výrazu: Neočekávaný operátor / Chyba ve výrazu: Neočekávaný operátor / Chyba ve výrazu: Neočekávaný operátor / Chyba ve výrazu: Neočekávaný operátor / -1.0000-0 | 105245 Q26789747 |                                                           | Na okraji obce u kapličky |
| Lípa malolistá                                                                                 |                                                                                              | Uhřice 49°10′17″ s. š., 17°4′38″ v. d.               | lípa malolistá                                          | 420 | 100649 Q26785644 |                                                           | Za humny |
| Hrušeň Linky Procházkové                                                                       | Hrušeň Linky Procházkové                                                                     | Vážany 49°14′23″ s. š., 17°1′38″ v. d.               | hrušeň planá                                            | 490 | 105990 Q26790606 | Kategorie „Hrušeň Linky Procházkové“ na Wikimedia Commons | |
| Lípy malolisté                                                                                 |                                                                                              | Vážany 49°14′45″ s. š., 17°2′49″ v. d.               | lípa malolistá                                          | & Chyba ve výrazu: Neočekávaný operátor / Chyba ve výrazu: Neočekávaný operátor / Chyba ve výrazu: Neočekávaný operátor / Chyba ve výrazu: Neočekávaný operátor / Chyba ve výrazu: Neočekávaný operátor / Chyba ve výrazu: Neočekávaný operátor / Chyba ve výrazu: Neočekávaný operátor / Chyba ve výrazu: Neočekávaný operátor / Chyba ve výrazu: Neočekávaný operátor / Chyba ve výrazu: Neočekávaný operátor / Chyba ve výrazu: Neočekávaný operátor / Chyba ve výrazu: Neočekávaný operátor / Chyba ve výrazu: Neočekávaný operátor / Chyba ve výrazu: Neočekávaný operátor / Chyba ve výrazu: Neočekávaný operátor / -1.0000-0 | 105244 Q26779197 |                                                           | U kapličky před zemědělským podnikem |